# Mosor (góra)
Mosor (1339 m) – góra w Chorwacji, część Gór Dynarskich.

## Opis
Jest położona na północny wschód i wschód od Splitu. Rozciąga się na długości ok. 25 km. Jej najwyższe wierzchołki to: Veliki Kabal (1339 m n.p.m.), Mosor (także Ljubelj; 1331 m n.p.m.), Sveti Jure (1319 m n.p.m.), Ljubljana (1262 m n.p.m.), Botajna (1196 m n.p.m.) i Debelo brdo (1044 m n.p.m.).
Jest zbudowana z dolomitu i wapienia oraz fliszu. Występują w niej liczne jaskinie (m.in. Trojama i Vranjača) i studnie krasowe (m.in. Polednica, Snižnica i Velika Gajna). Przeważnie jest pozbawiona szaty roślinnej.
Wydrążono pod nią tunel wodny na potrzeby elektrowni wodnej Zakučac.